# Пивоваров, Валентин Михайлович
Валентин Михайлович Пивоваров (род. 6 апреля 1948 года, Белая Церковь, Киевская область, Украинская ССР) — украинский оперный певец (бас), народный артист УССР.

## Биография
Валентин Михайлович Пивоваров родился 6 апреля 1948 года в городе Белая Церковь Украинской ССР в многодетной семье. Его мать рано умерла и воспитанием мальчика занималась бабушка. В свое время пел в сельском хоре, работал электрослесарем, служил в советской армии. После демобилизации отец помог Валентину Михайловичу устроиться на работу на машиностроительный завод.
Однако Валентин решил продолжить работу на музыкальной стезе. С 1970 по 1971 год он работал в Черкасском народном хоре. В 1973 году поступил и в 1977 году окончил Киевскую консерваторию (ныне Национальная музыкальная академия Украины имени П. И. Чайковского) по классу педагога Галины Сухоруковой. В годы учебы получал приглашение работать в Лейпцигского опере. В студенческие годы, будучи женатым, подрабатывал игрой на барабане в оркестре пожарных. По окончании учебы, с 1977 года стал солистом Киевского театра оперы и балета, ныне Национальная опера Украины.
С 1994 года выступает преимущественно за рубежом — в оперном театре в Санкт-Галлене (Швейцария) и Мариборе (Словения). Выступал вместе с артистами Паата Бурчуладзе, Пьеро Капучилли, Шерил Милнз.
В феврале 2013 года выступал в Национальной опере во время мероприятия «Украинские оперные звезды в мире»; также участвовали Олег Кулько, Ольга Микитенко, Мариан Талаба.

## Основные партии
- Тарас Бульба, «Тарас Бульба» — опера Лысенко;
- Пимен — «Борис Годунов» М. П. Мусоргского;
- Владимир Галицкий — «Князь Игорь» А. П. Бородина;
- Раймонд — «Лючия де Ламмермур» Г. Доницетти;
- Сильвестр — «Ярослав Мудрый» Г. Майбороды;
- Захария — «Набукко» Дж. Верди;
- Трофим — «Служанка» Вериковского;
- Гремин — «Евгений Онегин» П. И. Чайковского;
- Дон Базилио — «Севильский цирюльник» Дж. Россини;
- Сусанин — «Иван Сусанин» Глинки.

## Награды и звания
- Народный артист УССР (1983).
- Вторая премия Международного конкурса им. Чайковского (1978)
- Вторая премия на конкурсе вокалистов «вердиевские голоса» в Буссето (1979).
- Орден «За заслуги» III степени (2001).